# Chionaema flavotincta
Chionaema flavotincta là một loài bướm đêm thuộc phân họ Arctiinae, họ Erebidae.